# キダトゥ
キダトゥは、タンザニアのモロゴロ州に属する町の1つである。人口は知れているものの、鉄道交通の要衝であると同時に、製糖業が盛んな場所として知られている。

## 地理・交通

タンザニアの鉄道路線の概略図。赤色が軌間1.000 mのいわゆる「メーターゲージ」であり、オレンジ色が軌間1067 mmである。図では誤植だが「Kitadu」と書いてある、この2つの軌間が接している箇所が、キダトゥの位置である。

キダトゥは、山々の北に広がる平地に位置する。鉄道路線は東北東の方角のダルエスサラームから、西南西のムベヤを経由して、そのままザンビアへと抜けるタンザン鉄道が通っている。この路線は軌間が1067 mmである。
一方で、ダルエスサラームから西へと向かい、タンザニアの首都であるドドマなどを通る中央線は、途中のキロサで、南へと分岐する支線のミクミ線が存在する。このミクミ線の終点がキダトゥである。キロサからキダトゥまでは約107 kmで、中央線も含めて、ミクミ線もまた、軌間は1 mちょうど、いわゆるメーターゲージである。ミクミ線は、1958年から1963年にかけて延伸工事が行われ、キロサからキダトゥまでが接続された。

### 交通機関の乗り換え
1998年以降、軌間の異なる鉄道の乗り換え駅が、キダトゥには立地している。
この場所で、軌間1067 mmの路線に接続して、ダルエスサラームの付近の混雑した場所を迂回している。
タンザニアは、軌間1000 mm、いわゆるメーターゲージの鉄道と、軌間1067 mmの鉄道とをキダトゥで接続し、運営してもらう契約をTrans Africa Railway Corporationと結んだ
。
この結果、キダトゥでは、１年間に概ね16万トンの貨物が輸送されている。

## 産業
キダトゥ付近はケッペンの気候区分においてはサバナ気候に分類され、サトウキビの栽培も可能である。この町の経済において最重要なのは、大規模な製糖工場とサトウキビ農場を有したIllovo Sugarである。ここの工場では、21世紀初頭において、1年間に約13万トンの砂糖を製造している。参考までに、2009年時点のタンザニア全体における粗糖生産量は、約29万トンであった。また、2007年時点のタンザニア全体における砂糖の年間国内消費量は、約31万トンであった。なお、2009年時点のタンザニア全体におけるサトウキビの収穫量は、約237万トンであった。
また、付近にはキダトゥダムも作られた。

## 規模
キダトゥの人口は、約3300人である。